# Olyra (ryby)
Olyra – rodzaj słodkowodnych ryb sumokształtnych zaliczany do rodziny bagrowatych (Bagridae) lub wyodrębniany do monotypowej rodziny Olyridae. 

## Występowanie
Azja Południowa i zachodnia część Indochin – od Indii po zachodnią Tajlandię.

## Klasyfikacja
Gatunki zaliczane do tego rodzaju:
- Olyra astrifera
- Olyra burmanica
- Olyra collettii
- Olyra horae
- Olyra kempi
- Olyra longicaudata
- Olyra praestigiosa
- Olyra saginata

Gatunkiem typowym jest O. longicaudata.